# پریچهر خواجه
پریچهر خواجه (زادهٔ ۲۵ تیر ۱۳۵۶) موسیقی‌دان و نوازندهٔ قانون اهل ایران است.

## زندگی‌نامه
پریچهر خواجه ۲۵ تیر سال ۱۳۵۶ در تهران متولد شد. موسیقی و نواختن قانون را از سال ۱۳۶۷ با ورود به هنرستان موسیقی دختران نزد ملیحه سعیدی آغاز کرد و در کنار این ساز با نواختن پیانو، تمبک و کمانچه نیز آشنا شد. در سال ۱۳۷۴ با رتبه اول از هنرستان موسیقی فارغ‌التحصیل شد و باز با رتبه اول در دانشگاه هنر پایان‌نامه گرفت. سپس به کسب درجه کارشناسی ارشد آهنگسازی نائل آمد و در حال حاضر در همان دانشگاه تدریس می‌کند. از جمله سوابق وی می‌توان به مدیرگروهیِ دانشکده موسیقی دانشگاه هنر اشاره کرد.
وی تنها مدرس دانشگاهی ساز قانون و عضو هیئت علمی دانشگاه هنر تهران است. از جمله استادان او می‌توان به هنرمندانی مانند سیمین آقا رضی، حسین دهلوی، محمد اسماعیلی، فرهاد فخرالدینی، هوشنگ ظریف، هوشنگ کامکار، کامبیز روشن روان،حسین علیزاده، احمد پژمان، محمدرضا درویشی و علیرضا مشایخی اشاره کرد.

## فعالیت‌های هنری
از جمله فعالیت‌های هنری پریچهر خواجه می‌توان به موارد زیر اشاره کرد:
تدریس در هنرستان‌های موسیقی دختران و پسران، تدریس در دانشگاه هنر از سال۱۳۸۱، تدریس در دانشگاه جامع علمی کاربردی، تدریس در دانشگاه آزاد اسلامی، تدریس در دانشگاه الزهرا، همکاری با ارکستر سازهای مضرابی به رهبری حسین دهلوی، همکاری با ارکستر سمفونیک فرهنگسرای بهمن، همکاری با ارکستر ملی ایران به رهبری فرهاد فخرالدینی، همکاری با کارگاه آموزشی سازهای موسیقی سنتی آسیا (کمیسیون ملی یونسکو در ایران)، سرپرست ارکستر بانوان «نیواک» (دانشگاه الزهرا)، سرپرست و آهنگساز ارکستر بانوان «مهر»، همکاری با گروه سنتی «سنا»، همکاری با گروه «هم آوایان» به سرپرستی حسین علیزاده

## آثار هنری
برخی از آثار هنری پریچهر خواجه عبارتند از:
- کتاب و سی‌دی «یاد۱» (سی قطعه برای ساز قانون از استادان موسیقی ایران)[۴]
- کتاب و سی‌دی «یاد ۲» (سی‌وسه قطعه برای ساز قانون از استادان موسیقی ایران)[۵]
- «چهل قطعه برای ساز قانون» در ۲ سی‌دی (آثاری از سیمین آقا رضی و پریچهر خواجه)[۶]
- گلنوش (از سیمین آقا رضی)